# جون سميث (قسيس)
جون سميث (بالإنجليزية: John Smith)‏ هو قسيس أمريكي، ولد في 22 سبتمبر 1832 في كيرتلاند في الولايات المتحدة، وتوفي في 6 نوفمبر 1911 في مدينة سولت ليك في الولايات المتحدة بسبب ذات الرئة.